# オールスターキャノンボール大会
『オールスターキャノンボール大会』（オールスターキャノンボールたいかい）は、1991年の正月にTBSで放送された特別番組で、所ジョージが司会を担当した『爆笑!迎春ブッちぎり 所ジョージのオールスター自動車レース大賞』内の目玉コーナー。

## 概要
車好きの芸能人や著名人を集め、自慢の愛車で東京都の船の科学館から茨城県つくば市の「霞ヶ浦国際ゴルフコース」までを競うという、映画『キャノンボール』を模した企画。国内外のスーパースポーツモデルなどの様々な車が集まったが、明らかに常磐自動車道での制限速度をオーバーしたドライバーや、事故を起こしそうになったドライバーもいたため、この番組は各局のニュースや新聞紙面でも報道された。
なお、IVSテレビ制作所属時代のプロデューサーであったテリー伊藤はこの番組が元で警察に出頭させられることになった（旅先の志賀高原で見たスポーツ新聞で事態を知り、思わずエスプレッソをこぼしたとのこと）。その際、「あれはVTRの早回しです」と弁明したが、上空から空撮シーンではあきらかに関係車両が他の車両に比べて速度が違い過ぎ、弁明がままならなかったとも伝えられている。特に高田純次のスカイラインGT-Rが高速道路を走行中の一般車両を猛スピードでごぼう抜きにしていく姿は、特に有名なワンシーンとして未だに語られることもある。
その後、『ろみひー』（日本テレビ系・中京テレビ制作）でテリー伊藤とヒロミとの会話の中に、この番組の話題が上ったことがある。そのときの会話によると、収録中に各出演者があまりにもスピードを出しすぎるので、守谷サービスエリアでスタッフが「法定速度を守って走りましょう」と出演者に要請したが、その直後に守谷SAから本線へ出る際にスタッフの要請を無視してスピードを出していた出演者がいたことや、テリー伊藤が茨城県警から出頭要請を受け、出頭した際にわざとトレンチコートにハンチング帽をかぶるという刑事らしい服装で出頭し、警察からその服装について叱られたことなどが語られていた。

## 放送内容
スタートは「ル・マン式スタート」で、スタート地点にパンがぶら下げてあり、車まで走って乗った後、今度は車でパンの所まで行って乗車したまま身を乗り出してパンを食べないと先に行けないという、プロデューサーであったテリー伊藤らしい演出がされていた。また、このスタート時点で池沢さとしは現地に到着しておらず、パン食い競走はせず、途中からの合流参加となった。
優勝は三原じゅん子。本当はゴール寸前まで井倉光一（イクラちゃん）だったが、ゴールであるゴルフ場の入り口を間違えて通り過ぎてしまい、後ろにつけていた三原じゅん子に逆転されてしまった。また、常磐自動車道の通行券を紛失してしまった岡安由美子の保証人に徳大寺有恒がなったため、二人とも大幅に遅れてゴールした。

## 出演
- 司会・進行：所ジョージ
- ゲスト：掛布雅之、岡本夏生、羽賀研二
- リポーター：デビット伊東、ミスターちん
- レーサーとして出演した芸能人
  - 高田純次：日産・スカイラインGT-R　NISMO(BNR32)
  - ヒロミ：メルセデス・ベンツ・560SEL
  - 岡安由美子：三菱・ミラージュサイボーグ　※当時、ミラージュカップに参戦していた。
  - 林家しん平：フォルクスワーゲン・タイプ1カブリオレ
  - 三原じゅん子：シボレー・コルベット
  - 井倉光一（イクラちゃん）：シボレー・コルベット ZR-1
  - つまみ枝豆：ホンダ・NSX(AT)
  - 池沢さとし：フェラーリ・テスタロッサ　※漫画『サーキットの狼』の作者。
  - 徳大寺有恒：ホンダ・NSX (MT)

## 関連番組
- 芸人キャノンボール - 2016年1月1日と2016年8月24日に同局で放送された番組。